# G検定
G検定（ジーけんてい）は統計学的検定法で、尤度比検定の一種である。これまでカイ二乗検定が用いられていた場面で広く用いられつつある。
カイ二乗検定は累積分布関数への適合性や分割表における独立性の検定に広く用いられてきたが、実は対数尤度の近似に基づくものであり、一方G検定は対数尤度を直接用いる方法である。カイ二乗検定はカール・ピアソンによって計算の容易な方法として導入されたのであるが、コンピュータの普及によってG検定も決して煩雑な方法ではなくなってきた。特に1994年に出版されたソーカルとロルフの教科書（「生物統計学」第3版：参考文献）で推奨され、広く利用されるようになった。
ピアソンのカイ二乗検定統計量は
{\displaystyle \chi ^{2}=\sum _{i}{(O_{i}-E_{i})^{2} \over E_{i}}}
ここで Oi は分割表の各マス目における出現頻度、Eは帰無仮説で期待される頻度で、すべてのマス目を合計する。それに対応するG は
{\displaystyle G=2\sum _{i}{O_{i}\cdot \ln(O_{i}/E_{i})}}
観察された頻度が、ある期待される頻度をもつ分布から抽出した無作為標本にもとづくものであるという帰無仮説を立てれば、G の分布はカイ二乗（自由度は同じ）で近似される。
標本サイズが適切であればG検定とカイ二乗検定では同じ結論が得られるが、すべてのマス目に対して |Oi − Ei |> Ei となる場合には、ピアソンのカイ二乗検定でなくG検定を用いるのが望ましい。
サンプルサイズが小さい場合には、カイ二乗検定やG検定でなく、多項検定（適合性）、フィッシャーの正確検定（分割表）、あるいはベイズ式仮説選択が望ましい。